# Lipaka
Lipaka är en ort i Burkina Faso.   Den ligger i provinsen Gnagna Province och regionen Est, i den nordöstra delen av landet, 170 km nordost om huvudstaden Ouagadougou. Lipaka ligger 272 meter över havet och antalet invånare är 1 507.
Terrängen runt Lipaka är platt. Runt Lipaka är det ganska tätbefolkat, med 134 invånare per kvadratkilometer.. Närmaste större samhälle är Siédougou, 2,2 km öster om Lipaka.
Trakten runt Lipaka består i huvudsak av gräsmarker.